# Fulengia youngi
Fulengia youngi es la única especie conocida del género dudoso Fulengia  de dinosaurio saurisquio prosaurópodo que vivió a principios del período Jurásico, en el Pliensbachiense, hace aproximadamente 195 millones de años, en lo que es hoy Asia. La especie tipo, Fulengia youngi, fue descrita por Carroll y Galton en 1977. Considerado dudoso, y sinónimo de Lufengosaurus, originalmente se pensaba que era un lagarto. Sobre la base de sus dientes, y la construcción del maxilar y de la mandíbula, el cráneo de Fulengia se reinterpreto como el de un dinosaurio prosauropodo juvenil de Lufengosaurus y se propone formalmente que Fulengia youngi sea un sinónimo más moderno de Lufengosaurus huenei. Los primeros fósiles inequívocos de lagartos son de la edad del Jurásico Superior.